# Takama magna
Takama magna är en insektsart som beskrevs av Irena Dworakowska och Chandrasekhara A. Viraktamath 1975. Takama magna ingår i släktet Takama och familjen dvärgstritar. Inga underarter finns listade i Catalogue of Life.